# Design for disassembly
 Der er for få eller ingen kildehenvisninger i denne artikel, hvilket er et problem. Du kan hjælpe ved at angive troværdige kilder til de påstande, som fremføres i artiklen.

Begrebet Design for Disassembly (design for adskillelse) betyder, at produkter designes, så de kan genbruges, og de materialer, som produkterne er lavet af, siden kan genanvendes. Dette gøres ved at udvikle forretningsmodeller, hvor produkter genbruges igennem vedligeholdelse, reparation og opdatering, og siden – når produktet er helt udtjent – skal det kunne skilles ad, så alle komponenter og materialer så vidt muligt kan adskilles i rene materialefraktioner (som herefter genanvendes i et nyt kredsløb). Målet er, at affald forsvinder eller reduceres markant
| Bæredygtighed | Spire Denne artikel om bæredygtighed og miljø er en spire som bør udbygges. Du er velkommen til at hjælpe Wikipedia ved at udvide den. |